# Яап Кюнст
Яап (Якоб) Кюнст (нід. Jaap (Jakob) Kunst; 12 серпня 1891, Гронінген — 7 грудня 1960, Амстердам) — нідерландський музичний етнограф і музикознавець. Член Нідерландської королівської академії наук (1958).
Навчався грі на скрипці в батька, потім у К. Шренера і Л. Циммермана. У 1919—34 роках працював в Індонезії, служив у Бандунзі (Ява), виступав як скрипаль і музичний лектор. Кюнст глибоко вивчив мистецтво Індонезії, особливо музику — її різноманіття і зв'язки з музичним фольклором інших народів Азії, Африки, Балкан; зробив багато записів місцевих мелодій, зібрав колекції національних інструментів. З 1934 року здійснював поїздки до багатьох міст Європи, до Бразилії, США та інших країн з доповідями і лекціями про індонезійську музичну культуру (головнирм чином жителів Яви та Балі), відкривши її для західно-європейських та американських вчених. З 1936 року — співробітник відділу етнології Інституту тропіків в Амстердамі, де потім керував етно-музикологічним архівом (з 1958 року). У 1942 і 1952 роках читав лекції з етнографії та музикознавства в Амстердамському університеті; одночасно виступав як скрипаль-ансамбліст. Опублікував перші в історії музикознавства роботи з музичної культури народів Балі, Яви, Нової Гвінеї, островів Малайського архіпелагу, а також про нідерландську, давньогрецьку і церковну музику, про соціологічні аспектах музики та інші (багато статей видані посмертно М. Колінським та іншими)
Твори:
- Terschellinger Volksleven, Uithuizen, 1915, Den Haag, 1938, Gravenhage, 1951;
- Noord-Nederlandsche Volkslie-deren en dansen, 3 dl., Groningen, 1916, 1918—1919;
- Het levende lied van Nederland, Amst., 1919, 1948;
- Hindoe-javaansche muziekinstrumenten (спільно з R. Goris), Weltevreden, 1927 (розш. вид. Hindu-Javanese musical instruments, Den Haag, 1968);
- A Study on Papuan music, Bandoeng, 1931;
- Over Zeldzame fluiten en veelstemmige musiek in het Ngadaen Nageh-gebied, (Batavia, 1931);
- Oude Westersche liederen uit Oostersche landen, Bandoeng, 1934;
- De Toonkunst van Java, 2 dl., Den Haag, 1934 (англ. пер. — The Hague, 1949);
- Metre, Rhythm and multipart music, Leyden, 1950;
- Kulturhistorische Beziehungen zwischen dem Balkan und Indonesien, Amst., 1953;
- Ethno-Musicology, The Hague, 1955, 1959 (з прикл. дет. бібл. 1960);
- Some sociological aspects or music, Washington, 1958;
- Music in New Guinea, 's Gravenhage, 1967.